# Het Zandgat

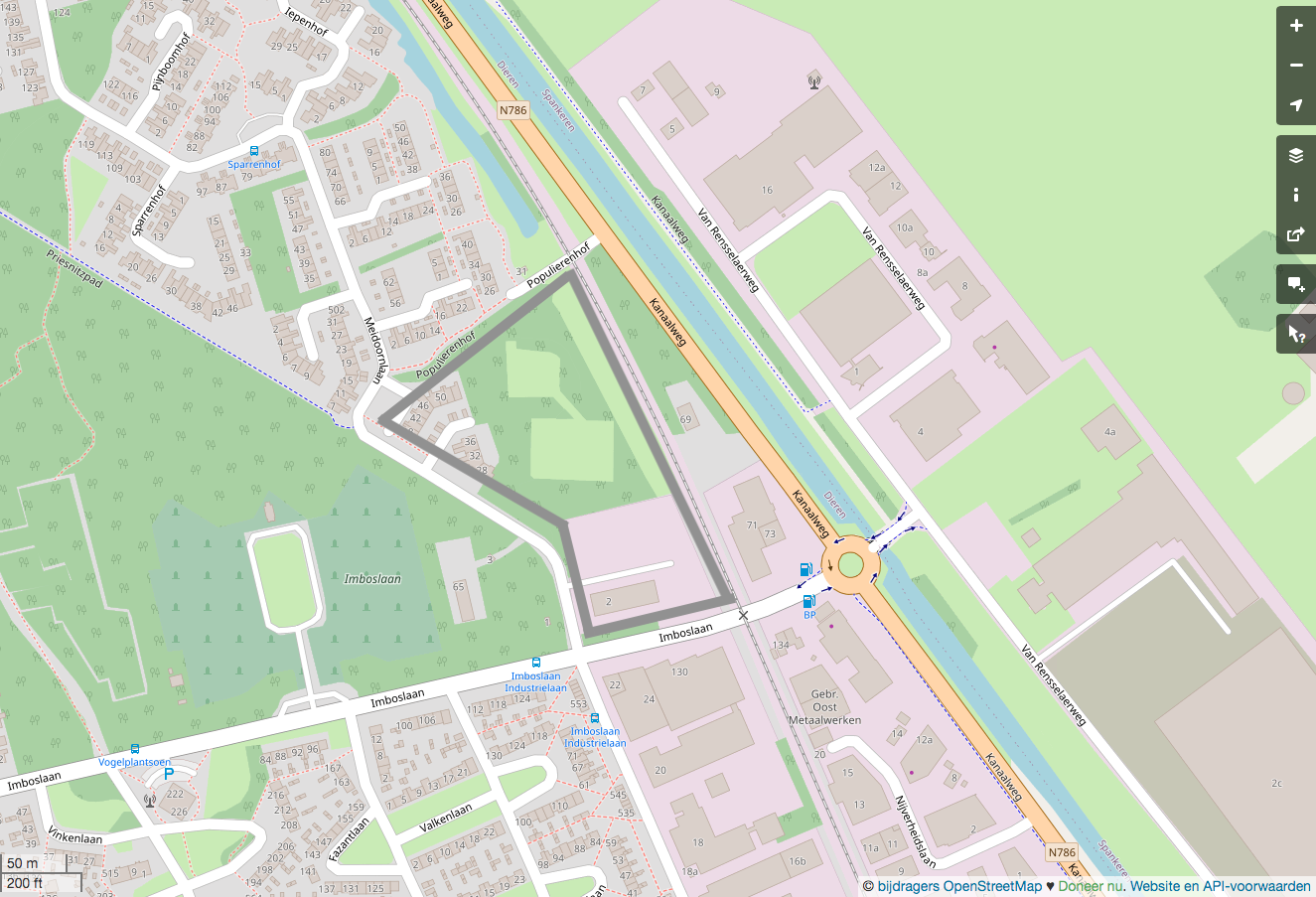
Gebied in Dieren aangeduid met 'Het Zandgat’

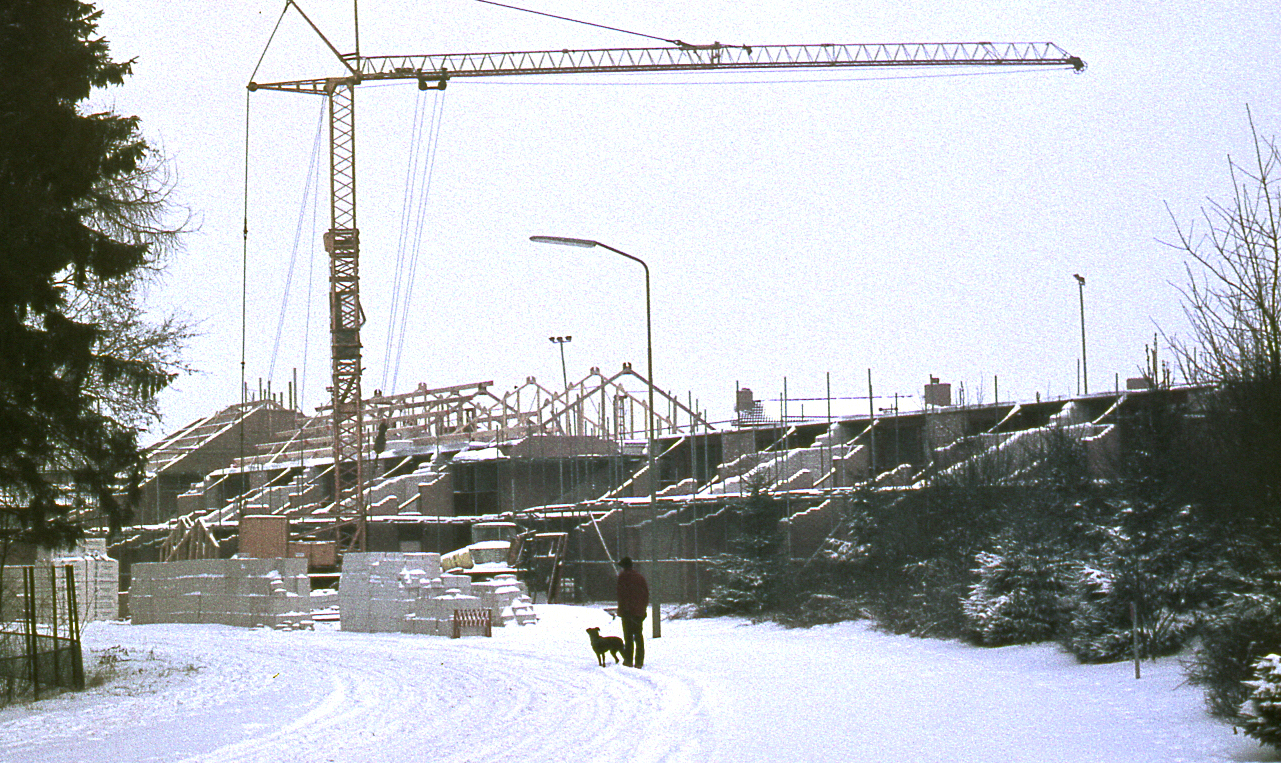
Het Zandgat te Dieren, bouw woningen aan de Meidoornlaan in 1978-1979

Het Zandgat is een gebied in het noordoosten van Dieren, in de Nederlandse gemeente Rheden, dat in de periode 1937 tot 1963 in gebruik was als vuilstortplaats. Na het afdekken van de stortplaats met een laag grond is er een gemeentewerkplaats gevestigd en rond 1978 een woonwijk gebouwd.

## Onderzoek
In 1980 voerde de Stichting voor Bodemkartering uit Wageningen in opdracht van de gemeente Rheden in de wijk een onderzoek uit naar bodemverontreinigende stoffen door het doen van organoleptische waarnemingen.
In juni 1986 werd in opdracht van de provincie Gelderland een tweede oriënterend onderzoek uitgevoerd. De provincie besloot naar aanleiding van de resultaten tot nader onderzoek, onder andere om de risico’s van blootstelling aan de verontreiniging voor de bewoners te bepalen. Begin 1987 werden de bewoners door het gemeentebestuur op de hoogte gesteld van de bodemverontreiniging, eerst per brief en later in een informatieavond.

## Besluitvorming
Nadat later in de jaren 1980 bleek dat de bodem onder de wijk verontreinigd was met onder meer oplosmiddelen zoals tetrachlooretheen, trichloorethyleen en fenolen is besloten 30 van de 49 woningen van het wijkje te slopen, de verontreinigde grond te isoleren en het grondwater stroomafwaarts op te pompen en te reinigen om verspreiding van de verontreiniging tegen te gaan.
Het bestuur van de gemeente Rheden keerde zich aanvankelijk tegen de door de provincie Gelderland voorgenomen bodemsanering die sloop van het grootste deel van de woningen inhield. Het alternatief van het gemeentebestuur waarbij de woningen behouden zouden blijven was volgens de Dienst Milieu en Water van de provincie moeilijk uitvoerbaar omdat de huizen gestut zouden moeten worden en het onmogelijk was om voor de verontreinigde grond een opslagplaats te vinden.

## Sanering
Van 1994 tot 1996 heeft een grondsanering plaatsgevonden. Een deel van de verontreinigde deklaag en het gestorte afval werd verwijderd. Om infiltratie van regenwater te voorkomen is de stortplaats afgedekt met een waterdichte folie. Hier op is een laag zand met een drainagesysteem aangebracht.

## Nazorg
In 2015 en in 2016 diende de Provincie Gelderland een nazorgverslag betreffende de sanering in op grond van de Wet Bodembescherming. In de omgeving van Het Zandgat gevonden verontreinigingen hebben mogelijkerwijs Het Zandgat als vervuilingsbron.

## Interne links
- Bodemverontreiniging in Nederland